# Kazimierz Łyszczarz
Kazimierz Łyszczarz (ur. 1932, zm. ?) – współzałożyciel Demokratycznej Armii Krajowej - młodzieżowej organizacji antykomunistycznej. Więzień polityczny w latach 1950–1954. 

## Życiorys[1]
1 września 1949 roku wraz z czwórką kolegów założył nielegalną organizację antykomunistyczną, której 22 września nadano nazwę Demokratyczna Armia Krajowa.  Kazimierz Łyszczarz sprawował funkcję prokuratora DAK.  Po śledztwie prowadzonym przez WUBP, skazany przez Wojskowy Sąd Rejonowy w Rzeszowie wyrokiem z dnia 8 września 1950 roku na siedem lat więzienia, pozbawienie praw publicznych i honorowych na dwa lata oraz przepadek mienia. Karę odbywał w więzieniu na zamku Lubomirskich w Rzeszowie, w więzieniu politycznym we Wronkach, oraz Progresywnym Więzieniu dla Młodocianych w Jaworznie. Po odzyskaniu wolności na skutek szykan i gróźb UB emigrował za granicę.